# Союз TMA-18M
«Союз ТМА-18М» — транспортний пілотований корабель, запущений 2 вересня 2015 року до міжнародної космічної станції. Доставив трьох космонавтів: учасника експедицій МКС-45/МКС-46 росіянина Сергія Волкова та учасників експедиції відвідування ЕВ-18 космонавта Айдина Аїмбетова та астронавта Андреаса Могенсена. Це був 500-й пуск ракети-носія «Союз» із «Гагарінського старту» космодрома Байконур і 125-й пілотований політ корабля «Союз», перший політ котрого відбувся у 1967 році. Також цей старт став початком 300-го орбітального пілотованого польоту. Успішне повернення корабля з трьома космонавтами на Землю відбулося 2 березня 2016 року. Унікальність польоту «Союз TMA-18M» полягала в тому, що зазвичай екіпаж доставки та екіпаж посадки є однаковим. Цього разу він відрізнявся через доставку на Землю двох учасників річної експедиції.

## Екіпаж
У серпні 2012 року кандидатура Сари Брайтман було затверджено для підготовки до пілотованого польоту в космос на кораблі «Союз» на МКС як космічної туристки. 16 березня 2013 з'явилося повідомлення, що її політ може відбутися тільки у випадку короткострокової експедиції на МКС, строком не більше ніж на 8 днів. 13 травня 2015 Сара Брайтман повідомила, що відкладає політ у зв'язку з сімейними обставинами.
16 жовтня 2014 як дублер Сари Брайтман був допущений до підготовки до польоту учасник космічного польоту Сатосі Такамацу (Японія). У червні 2015 Сатосі Такамацу підписав контракт на майбутній орбітальний політ. Для підготовки до цього польоту він вийшов зі складу дублюючого екіпажу пілотованого корабля «Союз ТМА-18М». Він продовжить своє навчання, щоб стати повністю підготовленим учасником космічного польоту.

### Екіпаж зльоту
- (ФКА) Сергій Волков — (3-й космічний політ) — командир екіпажу[6];
- (ЕКА) Андреас Могенсен (1) — бортінженер № 1;
- (КазКосмос) Аімбетов Айдин Аканули (1) — бортінженер № 2 ЕВ-18 (раніше мав статус учасника космічного польоту)[7][8].

Андреас Могенсен став першим космонавтом Данії, а Айдин Аімбетов — першим космонавтом Республіки Казахстан, що побували на орбіті.

### Дублери
- (ФКА) Олег Скрипочка (2-й космічний політ) — командир экипажа[7];
- (ЕКА) Тома Песке (1) — бортінженер[7];
- (ФКА) Сергій Прокопьєв (1) — бортінженер[7].

### Екіпаж посадки

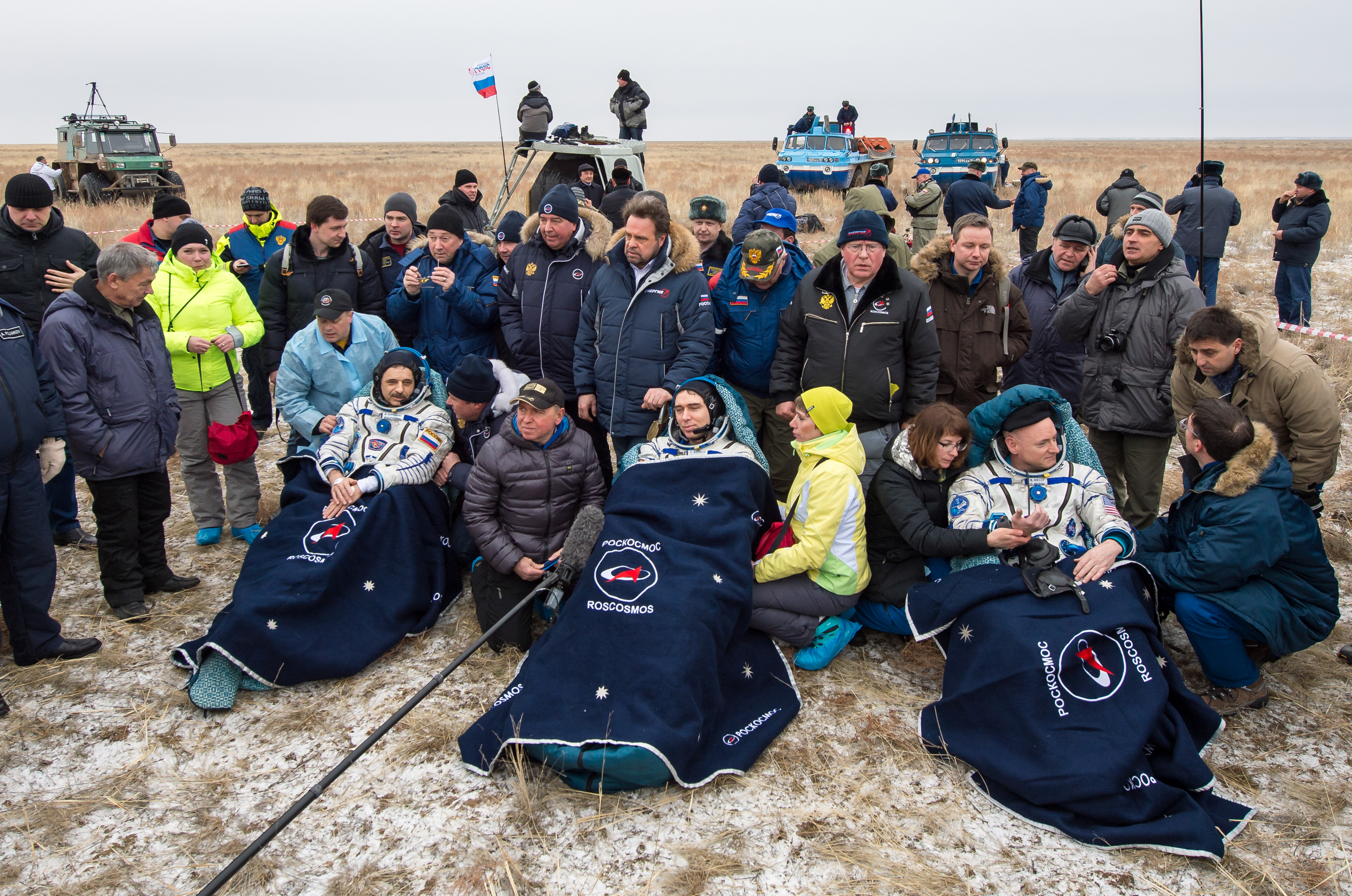
Екіпаж після приземлення

- (ФКА) Сергій Волков (3),
- (НАСА) Скотт Келлі (4),
- (ФКА) Михайло Корнієнко (2).

## Політ

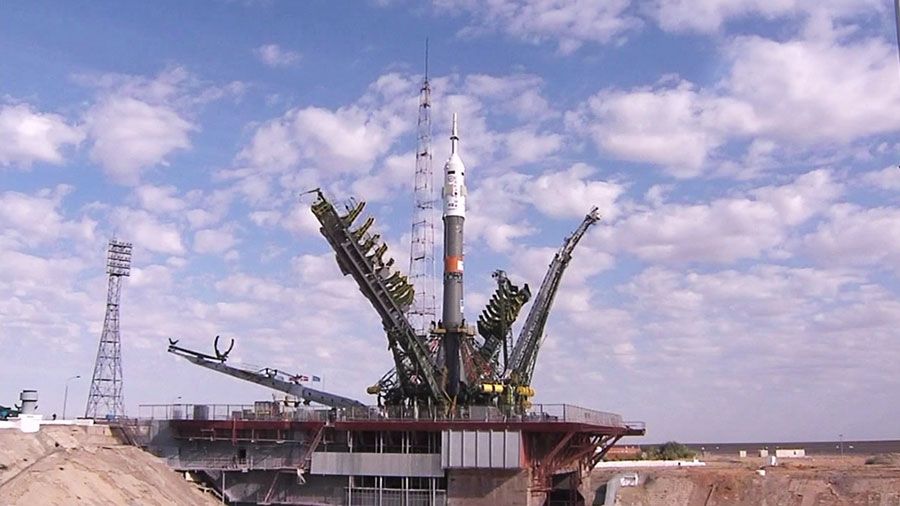
Старт «Союз TMA-18M» з Байконуру, 02.11.2015

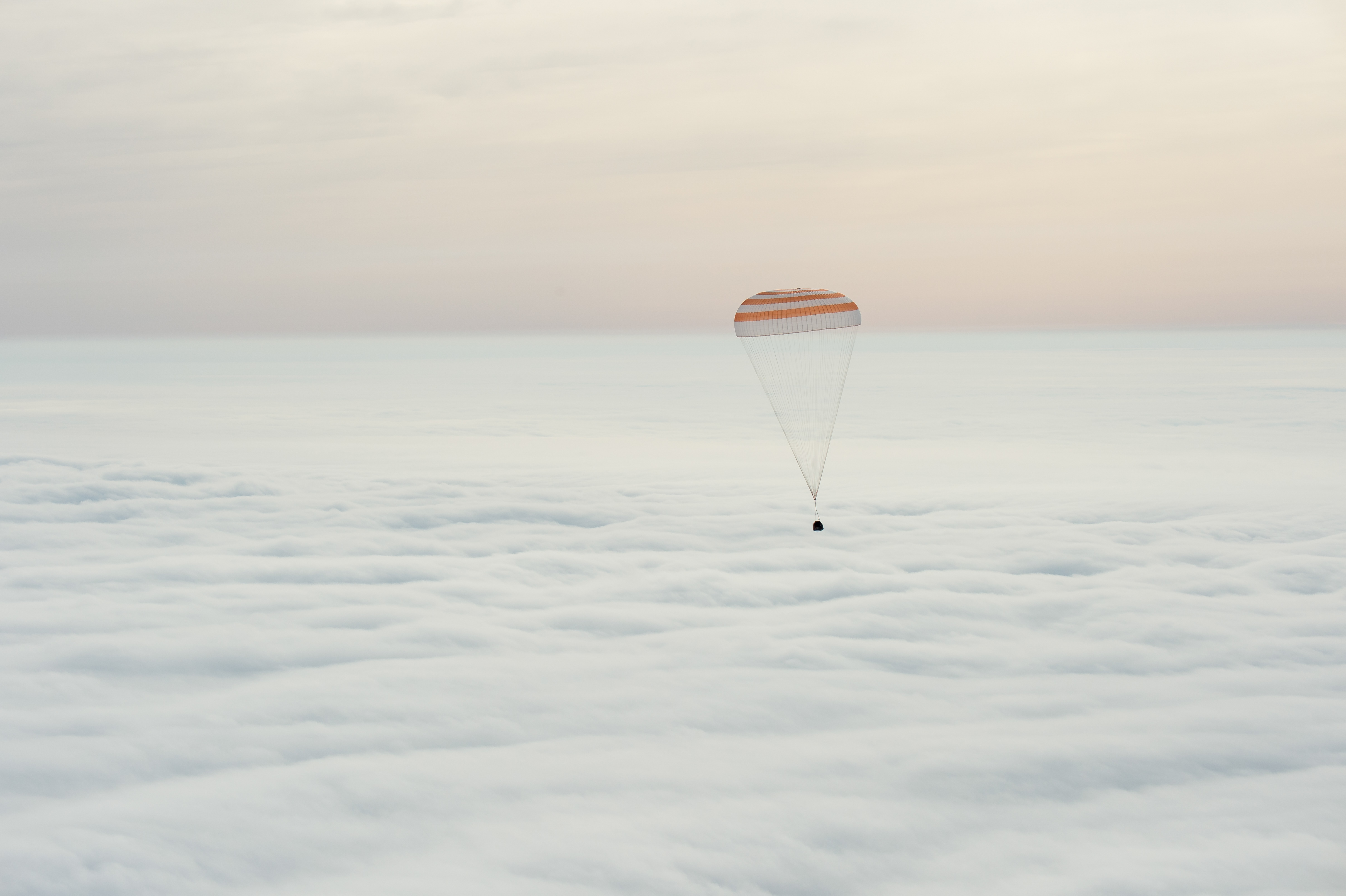
Приземлення корабля, 2.03.2016

2 вересня 2015 корабель в 7:37 за московським часом стартував зі стартового комплексу майданчика № 1 («Гагаринский старт») космодрому Байконур. Це був п'ятисотий пуск ракети-носія з «Гагарінського старту». Політ космічного корабля до МКС проходив за дводобовою схемою. У 8 годин 30 хвилин 3 вересня корабель здійснив маневр задля уникнення зіткнення із відпрацьованим 3-ім ступенем японської ракети-носія, запущеної в 1989 році.
Стиковка корабля з орбітальною станцією була проведена в автоматичному режимі 4 вересня. ТПК «Союз ТМА-18М» був пристикований о 10:00 39 хвилин до малого дослідницького модуля (МИМ2) «Поіск» російського сегменту МКС.
Повернення на Землю Могенсена та Аїмбетова відбулося 12 вересня 2015 на космічному кораблі «Союз ТМА-16М». Його командиром був космонавт Геннадій Падалка, що перебував на МКС з 27 березня 2015 року.
Космонавт С. Волков залишається працювати на МКС до 2 березня 2016 року. 3 лютого 2016 він здійснив вихід у відкритий космос за російською програмою (ВКД-42) з модуля «Пірс» разом із космонавтом Ю. Маленченко, який прилетів на МКС у грудні 2015 року на ТПК «Союз ТМА-19М».
1 березня 2016 року в 21:43 (UTC) відбулося закривання люків між «Союз ТМА-18М» та МКС. В 01:05 (UTC) 2 березня «Союз ТМА-18М» з космонавтами на борту С. Келлі, М. Корнієнком та С. Волковим відстикувався від МКС. В 04:26 (UTC) спускова капсула приземлилася в Казахстані в 147 км від міста Жезказган. Уся операція по спуску з орбіти та приземлення пройшла в штатному режимі